# Erwin Casmir

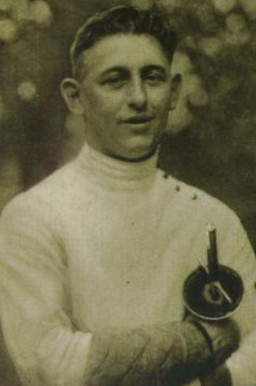
Erwin Casmir, um 1928

Bernhard Artur Erwin Casmir (* 2. Dezember 1895 in Spandau; † 19. April 1982 in Frankfurt am Main) war ein deutscher Fechter, der mit dem Florett und mit dem Säbel olympische Medaillen gewann.

## Leben
Erwin Casmirs Onkel Gustav Casmir war 1906 Olympiasieger mit dem Säbel. Erwin Casmir begann mit 13 Jahren mit dem Fechtsport. Für eine Weile zog er von Berlin nach Dresden um bei seinem Onkel zu trainieren, Gustav Casmir verstarb 1910. Nach dem Tod seines Onkels kehrte Casmir zurück nach Berlin und lernte beim Fechtmeister Ettore Schiavoni. 1923 wechselte Casmir von Berlin nach Frankfurt am Main zum Fecht-Club Hermannia, später zu SV Weißblau-Allianz München.
Bei den Olympischen Spielen 1928 in Amsterdam waren im Einzelwettbewerb des Florettfechtens drei Athleten auf neun Siege gekommen: Lucien Gaudin aus Frankreich, Giulio Gaudini aus Italien und Erwin Casmir. Im Stechen gewann Casmir gegen Gaudini, unterlag aber dem Franzosen. Damit erhielt Gaudin Gold vor Casmir und Gaudini. Die deutsche Florettmannschaft schied bereits in der Vorrunde gegen Frankreich und Dänemark aus. Im Säbelfechten erreichte Casmir sowohl in der Einzelwertung als auch mit der Mannschaft die Finalrunde: Im Einzel wurde er Sechster, die Mannschaft belegte den vierten Platz.
An den Olympischen Spielen 1932 in Los Angeles nahm keine Mannschaft des Deutschen Fechter-Bundes teil. Erwin Casmir trat als Einzelfechter an und verpasste mit dem fünften Platz im Florettfechten und dem vierten Platz im Säbelwettbewerb zweimal nur knapp eine Medaille.
Bei den Olympischen Spielen 1936 in Berlin belegte Casmir mit dem Florett den vierten Platz im Einzelwettbewerb, gewann aber mit der Mannschaft die Bronzemedaille. In den Wettkämpfen mit dem Säbel trat Casmir nur mit der Mannschaft an, hier gewann er seine zweite Bronzemedaille. Mit August Heim, Julius Eisenecker und Erwin Casmir waren gleich drei Fechter an beiden Bronzemedaillen beteiligt.
Casmir beantragte am 5. Juli 1937 die Aufnahme in die NSDAP und wurde rückwirkend zum 1. Mai desselben Jahres aufgenommen (Mitgliedsnummer 4.370.475).
Insgesamt wurde Erwin Casmir in seiner Karriere 52-mal deutscher Meister, neben Säbel und Florett gewann er auch mit dem Degen Titel. Von 1934 bis 1936 war Casmir Reichsfachamtleiter Fechten, von 1949 bis 1957 war er Präsident des DFB. Von 1934 bis 1945 war Casmir Mitglied im Deutschen Olympischen Ausschuss, von 1949 bis zu seinem Tod war er Mitglied im Nationalen Olympischen Komitee für Deutschland. 2008 wurde Erwin Casmir in die Hall of Fame des deutschen Sports aufgenommen. Beruflich war Casmir Generalvertreter einer großen Versicherung. Erwin Casmirs Sohn Norman nahm 1952 an den Olympischen Spielen in Helsinki teil.
Für seine sportlichen Leistungen wurde er am 7. Dezember 1951 mit dem Silbernen Lorbeerblatt geehrt.